# Göran Gyllenstierna (1662–1736)
Göran Gyllenstierna af Björksund och Helgö, född omkring 1662, död 27 augusti 1736 på Torönsborg i Sankt Anna socken i Östergötland, var en svensk militär.

## Biografi
Gyllenstierna föddes omkring 1662 som son till riksrådet Jöran Gyllenstierna af Björksund och Helgö och dennes hustru Barbro Margareta Banér. Han var bror till riksrådet Nils Gyllenstierna. Gyllenstierna genomförde under åren 1682 till 1685 en peregrination i Europa, där han bland annat besökte städerna Utrecht, Haag, Leiden, Strasbourg, Genève, Venedig, Rom, Neapel, Paris och London och där studerade vid olika universitet och institutioner. I Holland studerade han bland annat förutsättningarna för landets blomstrande ekonomi, läste hos privata lärare franska, matematik, vältalighet och statskunskap, samt ägnade sig åt olika exercitier inom fäktning och exercis med musköt. Han tillbringade största delen av sin resa i Paris, där han studerade vid stadens olika ridakademier, lärde sig franska och italienska, gick en utbildning i fortifikation, samt ytterligare fäktningsövningar.
Efter sin bildningsresa påbörjade Gyllenstierna sin militära bana. Han blev den 27 september 1688 kapten vid överste Gustaf Mauritz Lewenhaupts dragonregemente, som 1688 till 1691 var en del av de svenska hjälptrupperna till Holland under Pfalziska tronföljdskriget. Regementet deltog med en bataljon vid Slaget vid Fleurus år 1690, där det var placerat i koalitionsarméns högra flygel. Slaget blev ett stort nederlag för koalitionen och regementet led kraftiga förluster. År 1691 blev Gyllenstierna överste i samma regemente, varifrån han begärde avsked 1698. Den 16 juli 1700 blev han överste för Skånska tremänningsregementet till häst. Vid den danska invasionen av Skåne under Stora nordiska kriget år gav Magnus Stenbock Gyllenstierna generalmajors tjänst och befälet för de tre tillgängliga kavalleriregementena i Skåne: Skånska tremänningsregementet, Västgöta tre- och femmänningsregemente och Västgöta kavalleriregemente. Under det danska fälttåget blev han en av Magnus Stenbocks främsta underbefälhavare och ledde de svenska trupperna vid träffningen vid Fjälkinge, där han tvingades retirera inför ett danskt numerärt övertag. Vid den svenska segern i slaget vid Helsingborg den 28 februari 1710 var Gyllenstierna chef över den svenska vänstra flygelns första linje under generallöjtnant Jakob Burenskiöld. Under slaget lyckades han efter att Burenskiöld blivit tillfångatagen samla ihop de flyende svenska kavalleriregementena och tillsammans med sina förstärkande regementen gå till motanfall mot det danska kavalleriet. Efter att ytterligare svenska kavalleriregementen anslutit lyckades man driva den danska högerflygeln på flykten och kunde därigenom anfalla infanteritrupperna i den danska centern, vilket starkt bidrog till den svenska segern. Efter slaget, den 21 mars 1710, utsågs Gyllenstierna till generalmajor av kavalleriet. Han begärde avsked från sin tjänst 1718 och drog sig tillbaka. Gyllenstierna avled ogift på familjens gods Torönsborg den 27 augusti 1736.